# Plastocyjanina

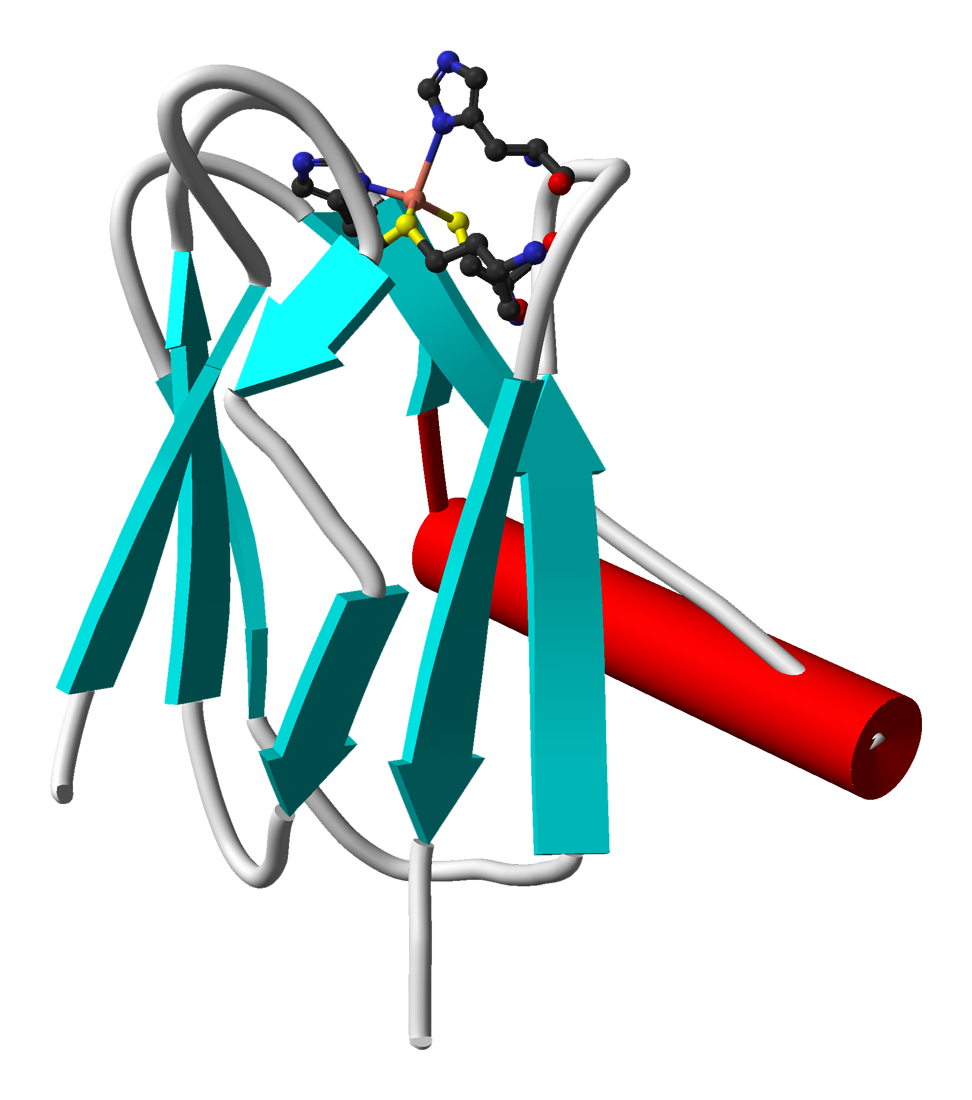
Model budowy plastocyjaniny

Plastocyjanina (PCY z ang. plastocyanin) jest niewielkim zawierającym miedź białkiem uczestniczącym w transporcie elektronów. U większości roślin naczyniowych białko jest monomerem o masie 10,500 Da i zbudowanym z 99 aminokwasów. U pozostałych organizmów przeprowadzających fotosyntezę może nieznacznie różnić się od tej formy. Białko występuje po wewnętrznej stronie błony tylakoidu.

## Rola białka
W fazie jasnej fotosyntezy plastocyjanina przenosi elektron z cytochromu f wchodzącego w skład kompleksu cytochromowego b6f do centrum reakcji fotosystemu I. Atom miedzi obecny w plastocyjaninie w wyniku przyjęcia elektronu ulega redukcji zgodnie z równaniem:
Cu2+Pc + e- → Cu+Pc
Podczas oddawania elektronu do centrum reakcji fotosystemu I zachodzi reakcja odwrotna.